# Wes Anderson
Wesley Wales Anderson (Houston, Texas; 1 de mayo de 1969), conocido como Wes Anderson, es un director de cine, guionista, productor y actor estadounidense. Sus películas son conocidas por su excentricidad y su estilo visual y narrativo único. Entre ellas se encuentran The Royal Tenenbaums, Viaje a Darjeeling, Fantastic Mr. Fox, Moonrise Kingdom, El Gran Hotel Budapest, entre otras.
Ha sido nominado al Premio de la Academia en las categorías de mejor guion original por la cinta The Royal Tenenbaums en 2001, por Moonrise Kingdom en 2012 y por The Grand Budapest Hotel en 2014. Además, tanto Fantastic Mr. Fox como Isle of Dogs fueron nominadas en la categoría de Mejor película animada en las ceremonias 82 y 91 del galardón, respectivamente. En 2014 ganó su primer Globo de Oro en la categoría de mejor película, musical o comedia por The Grand Budapest Hotel en 2014. Asimismo, ha ganado el Premio BAFTA a mejor guion original en 2015 y el Oso de Plata a mejor dirección por Isle of Dogs en 2018. En 2024 ganó su primer Óscar en la categoría de cortometraje life-action por La Maravillosa Historia de Henry Sugar. Además de dirigir y escribir sus películas, Anderson es propietario de la productora American Empirical Pictures que fundó en 1998.
En 2015 diseñó el Bar Luce para la compañía de lujo italiana Prada, con un estilo que recuerda el ambiente de los bares de Milán, sobre todo de las décadas de los 50 y 60. En 2023 colaboró con Montblanc en la creación de una pluma de lujo de edición limitada con motivo del cien aniversario del modelo de la marca.

## Biografía
El cineasta nació y creció en la ciudad de Houston, donde el joven Anderson ya soñaba con el mundo del celuloide, grabando en super-8 e incluso actuando en los pequeños teatros de la escuela. Estudió filosofía en la Universidad de Texas en Austin, donde conoció a Owen Wilson, con quien escribió Bottle Rocket, su primer cortometraje. Tras lograr presentarlo en el Festival de Cine de Sundance de 1993, llamaron la atención de un productor de cine llamado James L. Brooks, el cual les ayudó a llevar a cabo una versión en largometraje del mismo.
Está casado con Juman Malouf, una escritora, diseñadora de vestuario y actriz libanesa, con quien tiene una hija llamada Freya. Anderson y su familia viven en París pero el director ha pasado la mayoría de su vida en Nueva York. Su hermano Eric Chase Anderson es un actor e ilustrador que ha colaborado creando afiches para las películas y dio la voz a un personaje en la cinta Fantastic Mr. Fox.

## Trayectoria

### 1996–2012: primeras películas

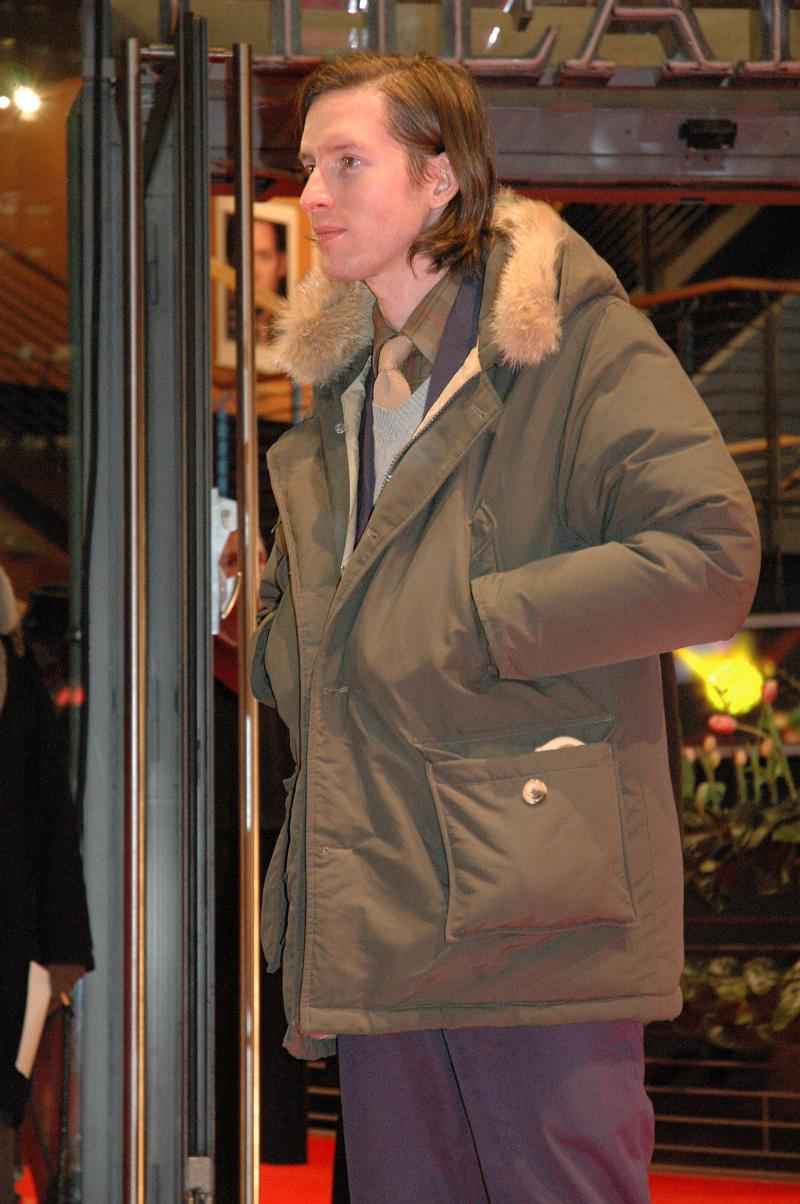
Anderson en 2005.

También se alió con Owen para el siguiente largometraje, Rushmore (Academia Rushmore, 1998), la historia de Max Fisher y The Royal Tenenbaums (Los Tenenbaum: Una familia de genios, 2001). Gracias a esta última en 2002 fueron nominados al Oscar como mejores guionistas. Con esta tercera película, lanzada en 2001, Anderson obtuvo su ya conocido éxito. Su estilo es muy característico por poner especial cuidado en sus paletas de colores minuciosamente planeadas, sus personajes simpáticos pero cargados de conflictos y el humor emocional que estos provocan. La cinta The Royal Tenenbaums fue elegida como una de las mejores de la historia, según la revista Empire. Una de sus frases más conocidas ha sido: «Quiero tratar de no repetirme. Pero al parecer lo hago continuamente en mis películas. No es algo que me esfuerce por hacer. Yo sólo quiero hacer películas que sean personales, pero interesantes para una audiencia. Siento que recibo críticas por colocar el estilo encima de la sustancia, y por los detalles que se atraviesan en el camino de los personajes. Pero cada decisión que tomo es la manera de sacar adelante a esos personajes.»[cita requerida]
Su siguiente trabajo fue The Life Aquatic with Steve Zissou, una cinta de 2004 protagonizada por Bill Murray. Es un claro ejemplo del estilo único de Anderson, pero la crítica fue menos favorable en todos los sentidos. En septiembre de 2006 algunos críticos se mostraron decepcionados por la película. La siguiente cinta de Anderson fue The Darjeeling Limited, estrenada en 2007, sigue las aventuras de tres hermanos con problemas emocionales viajando en un tren hacia la India. Fue una cinta con más contenido dramático que la anterior, pero con elementos comunes del cine de Anderson. El director mencionó que la cinta fue un tributo al director indio Satyajit Ray; Darjeeling fue protagonizada por Jason Schwartzman, Owen Wilson y Adrien Brody, coescrita por Anderson, Schwartzman y Roman Coppola.
La primera cinta del director en animación Stop Motion fue Fantastic Mr Fox, una adaptación del libro de Roald Dahl, fue estrenada en 2009 con gran aceptación de la crítica. La cinta fue nominada en la categoría de mejor largometraje de animación pero no obtuvo el premio.

### 2012-presente

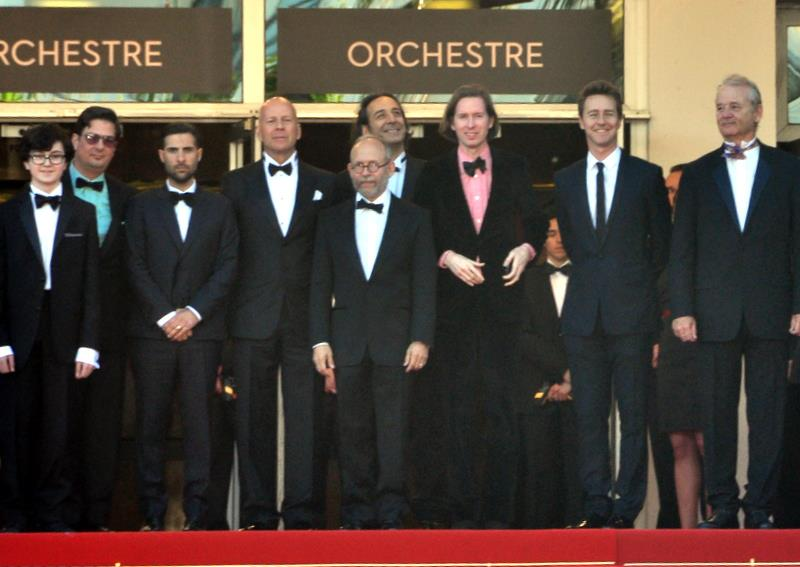
Anderson y el elenco de Moonrise Kingdom en 2012.

Su siguiente largometraje fue Moonrise Kingdom, estrenado en el Festival de Cannes de 2012. Fue ampliamente recibido por la crítica y logró un éxito en salas de cine en el mundo, además logró una nominación a los Premios Óscar en la categoría de mejor guion.
En 2014 se estrenó su siguiente película titulada The Grand Budapest Hotel, con la participación de los actores Ralph Fiennes, Jude Law, F. Murray Abraham, y Saoirse Ronan, incluyendo a sus frecuentes colaboradores como Bill Murray, Owen Wilson y Jason Schwartzman. La cinta ambientada en 1930, cuenta la historia de M. Gustave, un concierge que se ve envuelto en varias aventuras. La cinta fue catalogada por el diario The New York Times como «una historia maravillosa con toques de horror convertidos a graciosos momentos». Fue uno de los mayores éxitos comerciales, logró amasar $175 millones de dólares y varios premios internacionales, como el Globo de Oro a mejor película y mejor dirección, así como nueve nominaciones a los Premios Óscar, la película ganó cuatro categorías y Anderson fue nominado como mejor director.
Regresó a las películas de animación stop motion con Isla de perros, estrenada el 15 de febrero en el Berlinale de 2018 y en el resto del mundo en abril del mismo año. La cinta cuenta con las voces de Bryan Cranston, Edward Norton, Bill Murray, Jeff Goldblum, entre otros. Como director y guionista, comenzó la producción en Reino Unido en octubre de 2016. Además, en agosto de 2018 varios medios reportaron que Anderson está trabajando en un próximo proyecto, la producción comenzó en noviembre de 2018.
Además de largometrajes, el director también ha colaborado en varios cortometrajes, la mayoría como material adicional a las historias de sus películas. Paris-set Hotel Chevalier creado en 2007, es un prólogo a las historia de The Darjeeling Limited y Italy-set Castello Cavalcanti creado en 2013 para la casa de moda Prada. Otros proyectos en los que ha colaborado son comerciales de televisión, ha creado contenido para marcas como Stella Artois y American Express, en esta última apareció actuando.
Anderson ha comentado que varias personalidades del mundo cinematográfico lo han influido en su trabajo, como el director Pedro Almodóvar, Stanley Kubrick, Martin Scorsese, Orson Welles y Roman Polanski.
En septiembre de 2020 se confirmó el retraso del Estreno de The French Dispatch debido a la pandemia del COVID-19, posponiendo de esta forma su posible participación en los Oscar y relegando su estreno Festival de Cannes del Año siguiente.
El mismo mes también se anunció que iba a comenzar la producción de Asteroid city en primavera de 2021 en Italia. Sin embargo, el 14 de mayo de 2021 se confirmó que la localización sería finalmente en la ciudad española de Chinchón, donde actualmente se construye un enorme diorama representando el cañón del Colorado, cruzado por una vía de tren y con una estación en su centro. El casting aún no ha sido confirmado en su totalidad, pero incluye a Tilda Swinton, Bill Murray, Adrien Brody, Scarlett Johansson, Tom Hanks, Margot Robbie, Rupert Friend y Jason Schwartzman. En octubre se reveló el título de la película: Asteroid City.
En 2023 estrenó cuatro cortometrajes en Netflix protagonizados por Benedict Cumberbatch, Ralph Fiennes, Dev Patel y Ben Kingsley, basados en una colección de cuentos escrita por Roald Dahl. Recibieron valoraciones positivas por parte de la crítica y el público y La Maravillosa Historia de Henry Sugar participó en la selección oficial del festival de Venecia y el festival de Sarasota y ganó el premio Oscar al mejor corto life-action de ese año.
Su último proyecto, The Phoenician Scheme, se estrenó en el festival de Berlín de 2025 y contó con la participación de Roman Coppola, Michael Cera, Benicio del Toro, Bill Murray, Scarlet Johanson y Tom Hanks entre otros.

## Estilo

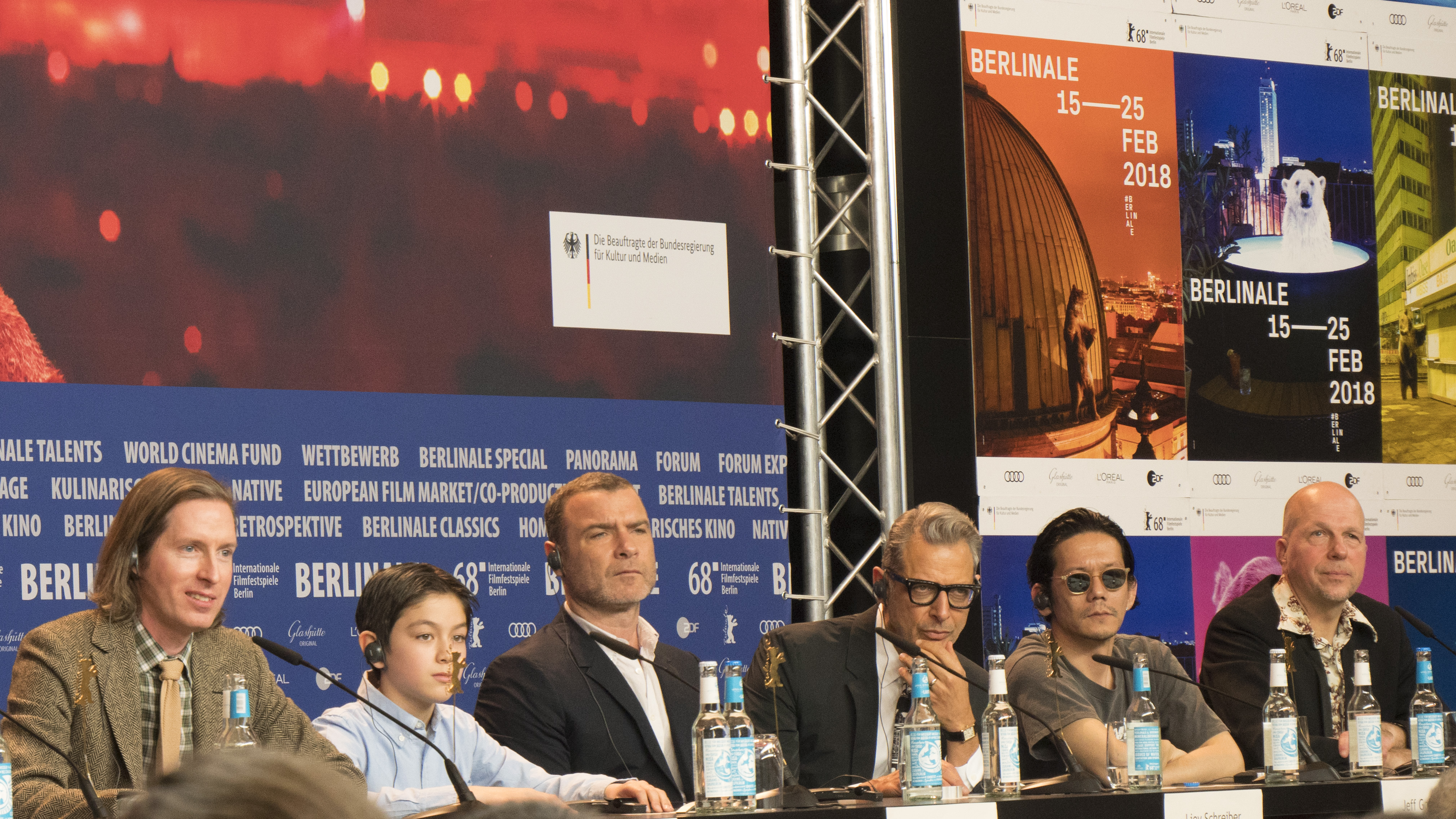
Anderson en conferencia con elenco de Isla de perros en 2018.

Las temáticas que Anderson toca en sus películas están frecuentemente enfocadas en la comedia, con elementos con toques serios, como temas melancólicos, la aflicción, familias disfuncionales, abandono paterno, adulterio y rivalidad entre hermanos. En sus películas es frecuente que el tema se enfoque en los personajes y su historia personal, otro tema que casi siempre toca es el hurto y las desapariciones inesperadas. Otro de los elementos que destacan en su cine son los movimientos de cámara y su obsesión con composiciones simétricas, acercamientos rápidos, paletas de colores limitadas y el uso de maquetas. Muchos de los críticos y el mismo director han concluido que todos estos elementos le dan a las películas la sensación de un «pequeño mundo independiente».
En Life Aquatic el director hizo uso por primera vez de técnicas de stop motion, en especial de miniaturas y escenas animadas, sus largometrajes completamente hechos con esta técnica son Fantastic Mr. Fox e Isla de perros. La selección musical en sus películas da a conocer su predilección por la música de los años 1960 y 70, cintas como The Life Aquatic tienen canciones de David Bowie y en Moonrise Kingdom hay una amplia selección de temas de Benjamin Britten. En The Grand Budapest Hotel, ubicado en los años 1930, se hace notable el uso de música original del compositor Alexandre Desplat, la banda sonora de la película ganó numerosos premios incluyendo un Premio de la Academia.

## Colaboradores recurrentes
Anderson suele contar en sus películas con los mismos actores con los que ha trabajado antes. Entre los actores colabora con los hermanos Owen, Luke y Andrew Wilson, con Bill Murray,  Adrien Brody, Willem Dafoe, Jeff Goldblum, Edward Norton, Seymour Cassel, Anjelica Huston, Jason Schwartzman y Kumar Pallana. Coescribe algunos guiones con Roman Coppola, quien además es director de unidad y Owen Wilson, quien ha coescrito tres películas. En la música Alexandre Desplat es uno de sus frecuentes compositores.
| Actor              | Bottle Rocket (1996) | Rushmore (1998) | The Royal Tenenbaums (2001) | La Vida Acuática con Steve Zissou (2004) | Viaje a Darjeeling (2007) | Fantastic Mr. Fox (2009) | Moonrise Kingdom (2012) | The Grand Budapest Hotel (2014) | Isla de perros (2018) | The French Dispatch (2021) | Asteroid City (2023) | The Phoenician Scheme (2025) |
| ------------------ | -------------------- | --------------- | --------------------------- | ---------------------------------------- | ------------------------- | ------------------------ | ----------------------- | ------------------------------- | --------------------- | -------------------------- | -------------------- | ---------------------------- |
| Bill Murray        |                      | ✓               | ✓                           | ✓                                        | ✓                         | ✓                        | ✓                       | ✓                               | ✓                     | ✓                          |                      | ✓                            |
| Owen Wilson        | ✓                    | ✓               | ✓                           | ✓                                        | ✓                         | ✓                        |                         | ✓                               |                       | ✓                          |                      |                              |
| Jason Schwartzman  |                      | ✓               |                             |                                          | ✓                         | ✓                        | ✓                       | ✓                               | ✓                     | ✓                          | ✓                    |                              |
| Kumar Pallana      | ✓                    | ✓               | ✓                           |                                          | ✓                         |                          |                         |                                 |                       |                            |                      |                              |
| Anjelica Huston    |                      |                 | ✓                           | ✓                                        | ✓                         |                          |                         |                                 | ✓                     | ✓                          |                      |                              |
| Adrien Brody       |                      |                 |                             |                                          | ✓                         | ✓                        |                         | ✓                               |                       | ✓                          | ✓                    |                              |
| Luke Wilson        | ✓                    | ✓               | ✓                           |                                          |                           |                          |                         |                                 |                       |                            |                      |                              |
| Jeff Goldblum      |                      |                 |                             | ✓                                        |                           |                          |                         | ✓                               | ✓                     |                            |                      | ✓                            |
| Willem Dafoe       |                      |                 |                             | ✓                                        |                           | ✓                        |                         | ✓                               |                       | ✓                          | ✓                    | ✓                            |
| Edward Norton      |                      |                 |                             |                                          |                           |                          | ✓                       | ✓                               | ✓                     | ✓                          | ✓                    |                              |
| Harvey Keitel      |                      |                 |                             |                                          |                           |                          | ✓                       | ✓                               | ✓                     |                            |                      |                              |
| Waris Ahluwalia    |                      |                 |                             | ✓                                        | ✓                         |                          |                         | ✓                               |                       |                            |                      |                              |
| Tilda Swinton      |                      |                 |                             |                                          |                           |                          | ✓                       | ✓                               | ✓                     | ✓                          | ✓                    |                              |
| Seymour Cassel     |                      | ✓               | ✓                           | ✓                                        |                           |                          |                         |                                 |                       |                            |                      |                              |
| Bob Balaban        |                      |                 |                             |                                          |                           |                          | ✓                       | ✓                               | ✓                     |                            |                      |                              |
| Tony Revolori      |                      |                 |                             |                                          |                           |                          |                         | ✓                               |                       |                            | ✓                    | ✓                            |
| Scarlett Johansson |                      |                 |                             |                                          |                           |                          |                         |                                 | ✓                     |                            | ✓                    | ✓                            |
| Jeffrey Wright     |                      |                 |                             |                                          |                           |                          |                         |                                 |                       | ✓                          | ✓                    | ✓                            |

## Filmografía
| Año  | Título original                    | Título en español                               | Tipo         | Notas                   |
| ---- | ---------------------------------- | ----------------------------------------------- | ------------ | ----------------------- |
| 1996 | Bottle Rocket                      | Ladrón que roba a otro ladrón                   | Largometraje | Director y coescritor   |
| 1998 | Rushmore                           | Academia Rushmore                               | Largometraje | Director y coescritor   |
| 2001 | The Royal Tenenbaums               | Los Tenenbaums: Una familia de genios           | Largometraje | Director y coescritor   |
| 2004 | The Life Aquatic with Steve Zissou | La vida acuática con Steve Zissou Vida acuática | Largometraje | Director y coescritor   |
| 2007 | The Darjeeling Limited             | Viaje a Darjeeling                              | Largometraje | Director y coescritor   |
| 2009 | Fantastic Mr. Fox                  | Fantástico Sr. Fox El Fantástico Sr. Zorro      | Largometraje | Director y coescritor   |
| 2012 | Moonrise Kingdom                   | Moonrise Kingdom: Un reino bajo la luna         | Largometraje | Director y coescritor   |
| 2014 | The Grand Budapest Hotel           | El gran hotel Budapest                          | Largometraje | Director y escritor     |
| 2018 | Isle of Dogs                       | Isla de Perros                                  | Largometraje | Director y escritor     |
| 2018 | Always at The Carlyle              |                                                 | Documental   | Aparición como él mismo |
| 2021 | The French Dispatch                | La crónica francesa                             | Largometraje | Director y escritor     |
| 2023 | Asteroid City                      | Ciudad Asteroide                                | Largometraje | Director y escritor     |
| 2025 | The Phoenician Scheme              | La trama fenicia                                | Largometraje | Director y escritor     |

| Año  | Título original                    | Título en español                      | Tipo                                  | Notas                          |
| ---- | ---------------------------------- | -------------------------------------- | ------------------------------------- | ------------------------------ |
| 2023 | The Wonderful Story of Henry Sugar | La maravillosa historia de Henry Sugar | Mediometraje, distribuido por Netflix | Director, escritor y productor |

| Año  | Título original     | Título en español   | Tipo                                            | Notas               |
| ---- | ------------------- | ------------------- | ----------------------------------------------- | ------------------- |
| 2007 | Hotel Chevalier     | Hotel Chevalier     | Cortometraje, prólogo a The Darjeeling Limited. | Director y escritor |
| 2013 | Castello Cavalcanti | Castillo Cavalcanti | Cortometraje, producido por Prada               | Director y escritor |
| 2023 | The Swan            | El cisne            | Cortometraje, producido por Netflix             | Director y escritor |
| 2023 | The Ratcatcher      | El desratizador     | Cortometraje, producido por Netflix             | Director y escritor |
| 2023 | Poison              | Veneno              | Cortometraje, producido por Netflix             | Director y escritor |

## Premios
Premios Óscar
| Año  | Categoría                   | Trabajo Nominado                   | Resultado |
| ---- | --------------------------- | ---------------------------------- | --------- |
| 2002 | Mejor guion original        | The Royal Tenenbaums               | Nominado  |
| 2010 | Mejor película de animación | Fantastic Mr. Fox                  | Nominado  |
| 2013 | Mejor guion original        | Moonrise Kingdom                   | Nominado  |
| 2015 | Mejor película              | The Grand Budapest Hotel           | Nominado  |
| 2015 | Mejor director              | The Grand Budapest Hotel           | Nominado  |
| 2015 | Mejor guion original        | The Grand Budapest Hotel           | Nominado  |
| 2019 | Mejor película de animación | Isle of Dogs                       | Nominado  |
| 2024 | Mejor cortometraje          | The Wonderful Story of Henry Sugar | Ganador   |

Premios Globo de Oro
| Año  | Categoría                          | Trabajo Nominado         | Resultado |
| ---- | ---------------------------------- | ------------------------ | --------- |
| 2015 | Mejor película - Comedia o musical | The Grand Budapest Hotel | Ganador   |
| 2015 | Mejor director                     | The Grand Budapest Hotel | Nominado  |
| 2015 | Mejor guion                        | The Grand Budapest Hotel | Nominado  |
| 2019 | Mejor película de animación        | Isla de perros           | Nominado  |

Premios BAFTA
| Año  | Categoría                   | Trabajo Nominado         | Resultado |
| ---- | --------------------------- | ------------------------ | --------- |
| 2002 | Mejor guion original        | The Royal Tenenbaums     | Nominado  |
| 2010 | Mejor película de animación | Fantastic Mr. Fox        | Nominado  |
| 2013 | Mejor guion original        | Moonrise Kingdom         | Nominado  |
| 2015 | Mejor película              | The Grand Budapest Hotel | Nominado  |
| 2015 | Mejor director              | The Grand Budapest Hotel | Nominado  |
| 2015 | Mejor guion original        | The Grand Budapest Hotel | Ganador   |

Festival Internacional de Cine de Berlín
| Año  | Categoría                        | Trabajo Nominado                   | Resultado |
| ---- | -------------------------------- | ---------------------------------- | --------- |
| 2005 | Oso de Oro                       | The Life Aquatic with Steve Zissou | Nominado  |
| 2014 | Oso de Oro                       | The Grand Budapest Hotel           | Nominado  |
| 2014 | Premio del Jurado (Oso de Plata) | The Grand Budapest Hotel           | Ganador   |
| 2018 | Oso de plata a mejor dirección   | Isla de perros                     | Ganador   |
| 2018 | Oso de Oro                       | Isla de perros                     | Nominado  |

Festival Internacional de Cine de Venecia
| Año  | Categoría                                    | Trabajo            | Resultado |
| ---- | -------------------------------------------- | ------------------ | --------- |
| 2007 | Premio del Fórum por el cine y la literatura | Viaje a Darjeeling | Ganador   |